# Peter von Hofmann
Peter Freiherr von Hofmann (Bécs, 1865. június 10. – Bécs, 1923. május 8.) osztrák nemzetiségű katonatiszt, gyalogsági tábornok, hadtestparancsnok az első világháború idején, a Katonai Mária Terézia-rend lovagkeresztjének tulajdonosa. 

## Élete

### Származása és pályafutásának kezdete
Nemesi (bárói) családban született. Apja a hadsereg tisztje volt. Hofmann először egy katonai középiskolában végezte tanulmányait, majd a bécsújhelyi Mária Terézia Katonai Akadémiára került. 1884-ben diplomázott, majd hadnagyi rangban aktív szolgálatot látott el. A Háborús Akadémián végzett ebben az időben további tanulmányokat, majd ezt befejezve 1889-ben főhadnagyi rangot kapott és a vezérkarhoz került.
1892-től százados. 1898. november 1-jén őrnaggyá léptetik elő. 1902-től már alezredes, majd 1904-től a vezérkart elhagyva újból csapatszolgálatot lát el. 1905. novemberében megkapta ezredesi kinevezését. 1908-tól a Hadügyminisztériumban teljesít szolgálatot. 1911-ben kinevezik vezérőrnaggyá. Ezekben az években nősült meg, házasságából két gyermeke született. 1911-től a 15. Lövészdandárban szolgál, majd 1913-tól a 6. Hadtest parancsnoka Lembergben.  

### Az első világháborúban
Az első világháború 1914-gyes kitörése után nem sokkal altábornaggyá nevezik ki. Új egységet kap és azzal a magyar-orosz határra kerül. 1915-ben kapta meg a vegyes, német-osztrák állományú ún. Hofmann hadcsoportot, amellyel az 1915 tavaszán támadó orosz erőkkel sikeresen vette fel a harcot az Uzsoki-hágó körzetében, és később teljesítményéért megkapta a Katonai Mária Terézia-rend (MMThO) lovagkeresztjét. Nem sokkal ezután grófi rangja emelték.
Az uzsoki harcok után részt vett egységével a gorlicei áttörés kivitelezésében, majd a Bug-offenzíva megállításában. 1916-ban részt vett a Bruszilov-offenzíva védekező harcaiban. 1918 februárjának végén kinevezik gyalogsági tábornokká. A háború során mindvégig a keleti fronton szolgált, a háború legvégén rövid ideig Ukrajnában, a 25. hadtesttel.

### A háború után
A háború után leszerelt a hadseregből. Bécsben halt meg 1923. május 8-kán. Élete során számos kitüntetést kapott meg. Említésre méltó a Katonai Mária Terézia-rend lovagkeresztje, az Osztrák Császári Lipót-rend, a Vaskorona-rend és a Vaskereszt. A tábornok anyanyelve német volt, de jól beszélt franciául és a hatósági használatra elegendő szinten tudott beszélni magyarul és olaszul.